# Kupivșciîna, Mirhorod
Kupivșciîna (în ucraineană Купівщина) este un sat în comuna Polîveane din raionul Mirhorod, regiunea Poltava, Ucraina.

## Demografie
Componența lingvistică a localității Kupivșciîna
     Ucraineană (97,87%)
     Rusă (2,13%)
Conform recensământului din 2001, majoritatea populației localității Kupivșciîna era vorbitoare de ucraineană (97,87%), existând în minoritate și vorbitori de rusă (2,13%).